# Symbolae ad Floram Argentinam
Symbolae ad Floram Argentinam (abreviado Symb. Fl. Argent.) es un libro con ilustraciones y descripciones botánicas que fue escrito por el eminente botánico, geobotánico, pteridólogo, y fitogeógrafo alemán August Heinrich Rudolf Grisebach. Fue publicado en  Gotinga en el año 1879.